# Casto Prieto Carrasco
Casto Prieto Carrasco (Sequeros, Salamanca, 1886-La Orbada, 29 de julio de 1936) fue un médico, catedrático de universidad y político español. Principal dirigente del republicanismo en Salamanca durante la Segunda República, fue alcalde de dicha ciudad de diciembre de 1931 a octubre de 1934, y posteriormente de febrero a julio de 1936, cuando fue asesinado por los sublevados por oponerse al golpe de Estado que dio origen a la guerra civil española.

## Biografía
Huérfano desde niño, fue criado por sus abuelos en Salamanca.  Asistió al Instituto de Segunda Enseñanza Fray Luis de León.
Licenciado en Medicina por la Universidad de Salamanca en 1912, ese mismo año se casó con Ana Carrasco Robledo, de Valverde del Fresno (Cáceres), localidad a la que se trasladó para el ejercicio libre de su profesión. En 1915 obtuvo de la Universidad Central de Madrid el título de doctor, y en 1919 ingresó por oposición en la Beneficencia Municipal de Salamanca. A partir de entonces publicó artículos en la prensa local para denunciar la pésima situación de la sanidad municipal y se mostró partidario de una socialización de la beneficencia pública. En 1919 obtuvo plaza en la Facultad de Medicina de la Universidad de Salamanca como auxiliar temporal y en 1928 la de catedrático de Anatomía.
A la proclamación de la República, en abril de 1931, era dirigente del Grupo de Acción Republicana, y salió elegido concejal de la Conjunción Republicano-Socialista en las elecciones municipales del 12 de abril. Fue designado por el Gobierno gobernador civil de Salamanca, cargo en el que estuvo apenas unos días. Presentó su candidatura a diputado en las elecciones generales de junio de 1931, pero no tuvo éxito. En diciembre de 1931 fue elegido alcalde, como consecuencia de las dimisiones previas del socialista Primitivo Santa Cecilia y del también republicano Fidel Olivera. Desde la alcaldía, Casto Prieto mostró conocer en profundidad la realidad de Salamanca y su provincia. Se propuso como programa de actuación la reforma de la hacienda municipal, la urbanización planificada de la ciudad, la mejora del abastecimiento y saneamiento de las aguas, la lucha contra el paro obrero forzoso mediante las obras públicas y la construcción de escuelas en los nuevos barrios. Al mismo tiempo desarrolló una amplia labor como presidente de Acción Republicana y luego de Izquierda Republicana como un partido de clases medias, abierto también a los obreros.
Pero no tuvo mucho tiempo para desarrollar su programa. En octubre de 1934 fue destituido por el gobernador civil de la provincia a causa de los sucesos revolucionarios, que en Salamanca se tradujeron en una huelga general de una semana, de la que, a pesar de no haber participado en absoluto, fue acusado de ser uno de sus dirigentes.
A lo largo de 1935, por encargo de la Facultad de Medicina, escribió dos ponencias sobre la enseñanza de la medicina en la Universidad de Salamanca para el X congreso de la Sociedad Internacional de Historia de la Medicina.
En las elecciones generales del 16 de febrero de 1936, el Frente Popular ganó con holgura en el distrito de Salamanca-ciudad, siendo elegido diputado perteneciente a la minoría de Izquierda Republicana. El nuevo gobierno repuso en sus puestos a todos los concejales cesados en octubre de 1934 y por tanto Casto Prieto volvió a ser alcalde.

## Muerte
Era alcalde de Salamanca cuando se produjo el golpe de Estado del 18 de julio de 1936 contra el Gobierno. Creyendo en las promesas de fidelidad a la legalidad del comandante militar, Manuel García Álvarez, las autoridades de la provincia, el gobernador civil, el propio alcalde de la capital provincial y el presidente de la Federación Obrera, el diputado socialista José Andrés y Manso, desistieron de convocar la huelga general. Sin embargo, al día siguiente, domingo 19, los sublevados se hicieron por sorpresa con el control de la ciudad sin encontrar más resistencia que algunos tiroteos aislados en los barrios periféricos. Ese mismo día los sublevados se hicieron de facto con el poder local y lo secuestraron en el edificio de la prisión provincial. La noche del 28 de julio fue sacado del edificio, junto con el diputado socialista José Andrés y Manso, por orden de los sublevados, para ser conducido a Valladolid y ser sometido allí a juicio, pero ambos fueron asesinados en una cuneta del kilómetro 89.9 de la carretera Salamanca-Valladolid, en el monte de La Orbada. Sus restos mortales no se hallaron hasta 1987, ya instaurada la democracia.
Su familia quedó en una situación económica muy precaria (prueba de la cual es la carta que su viuda, Ana Carrasco, envió al rector de la Universidad de Salamanca, Miguel de Unamuno, el 29 de septiembre; asesinatos como el de Prieto Carrasco motivaron que la inicial simpatía de Unamuno por la sublevación se tornara en decepción y desolación). Terminada la guerra, en 1942, Indalecio Prieto, en su libro Palabras al viento, se preguntaría por las razones del asesinato de Prieto Carrasco: "¿Qué delito purgó, al ser asesinado, el ilustre catedrático de Anatomía de la gloriosa Universidad, don Casto Prieto Carrasco? Ser republicano."
Casto Prieto y Ana Carrasco tuvieron cuatro hijos: María Dolores, Alberto Nicolás, Manuel Segundo y Ramona.
En 1986, ya en democracia, la Universidad de Salamanca publicó las dos ponencias de Casto Prieto Carrasco para el congreso de la Sociedad Internacional de Historia de la Medicina, que habían permanecido ocultas. En julio de 1936, coincidiendo con el golpe de Estado, el vicerrector de la Universidad recibió los ejemplares que ésta había mandado imprimir, pero ante el miedo reinante en la ciudad ordenó la destrucción de todos ellos, excepto uno, que guardó en su casa, del que se hizo la reproducción facsímil de 1986.